# Leon Baumgarten

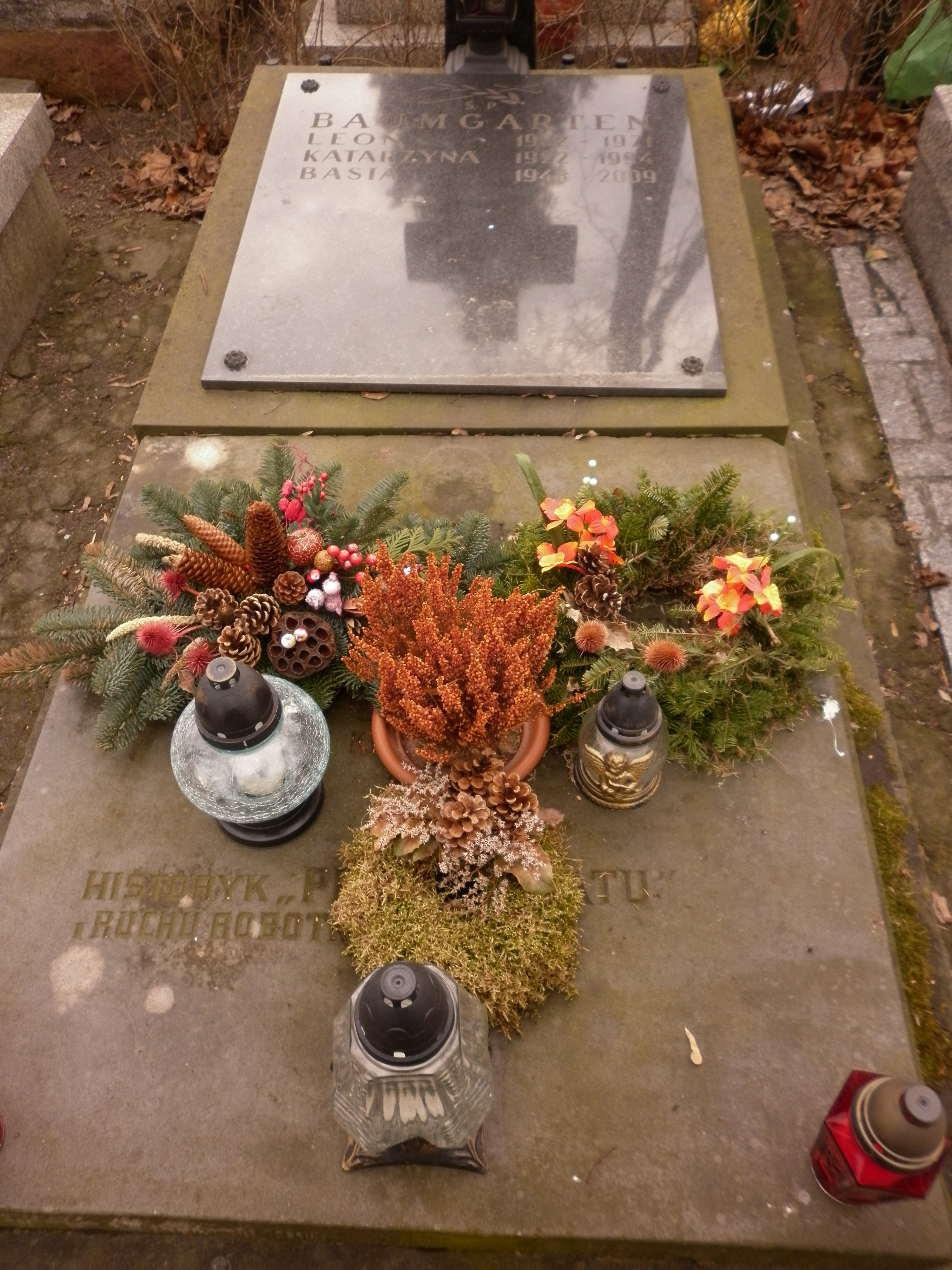
Nagrobek Leona Baumgartena

Leon (Łazarz) Baumgarten, właśc. Lejzor Baumgarten ps. „Geceł” (ur. 4 albo 9 września 1902 w Królikowie, zm. 2 listopada 1971 w Warszawie) – polski historyk ruchu robotniczego i działacz komunistyczny żydowskiego pochodzenia. Badacz polskiego ruchu socjalistycznego, autor Dziejów Wielkiego Proletariatu – najobszerniejszej monografii poświęconej pierwszej polskiej partii socjalistycznej.
Był synem Mordki Baumgartena, księgowego. W 1924 ukończył gimnazjum w Koninie, a następnie w 1933 studia filozoficzne na Uniwersytecie Warszawskim, gdzie uzyskał dyplom magistra filozofii w zakresie historii. Od lat dwudziestych nauczyciel w szkole Towarzystwa Kursów Wieczorowych związanej z Poalej Syjon-Lewicą. W 1930 był członkiem Komitetu Warszawskiego tej partii. W 1931 z częścią członków przeszedł do KPP. Był sekretarzem redakcji Literarisze Tribune. Z powodu działalności komunistycznej nie mógł dostać pracy w oświacie. Życie zawodowe przerwała mu w 1934 ciężka choroba. Przez pół roku przebywał w szpitalu, a następnie na leczeniu za granicą. Po powrocie do kraju pracował jako pomocnik buchaltera.
Po kampanii wrześniowej przedostał się do znajdującego się pod okupacją radziecką Brześcia, gdzie pracował jako redaktor w lokalnej gazecie WKP(b) Zaria, a od września 1940 był pełnomocnikiem Urzędu Literatury i Wydawnictw na obwód brzeski. Z powodu ataku III Rzeszy na ZSRR ewakuowany do Kirgizji. Od wiosny 1944 działał w Związku Patriotów Polskich, w latach 1945–1946 przebywał we Frunze jako przedstawiciel Zarządu Głównego na Republikę Kirgiską odpowiedzialny za repatriację znajdujących się tam Polaków. Po zakończeniu akcji przesiedleńczej wyjechał do Moskwy, gdzie mieszkał do 1950. W tym okresie wstąpił do PPR. W latach 1946–1950 był redaktorem moskiewskiego oddziału Polskiej Agencji Prasowej. Z polecenia PZPR poszukiwał w archiwach radzieckich materiałów źródłowych do dziejów polskiego ruchu socjalistycznego. W 1950 wrócił do Polski i zamieszkał w Warszawie, gdzie kontynuował pracę naukową. Mimo nieuleczalnej choroby do końca życia pozostał aktywny zawodowo.
Był autorem monografii, wydawnictw źródłowych oraz artykułów naukowych poświęconych polskiemu ruchowi robotniczemu. Autor haseł w Polskim Słowniku Biograficznym i Słowniku biograficznym działaczy polskiego ruchu robotniczego.
Został pochowany na Cmentarzu Wojskowym na Powązkach (kwatera 31C-3-14).

## Wybrane publikacje
- Dekabryści a Polska. Książka i Wiedza, 1952.
- Marzyciele i Carobójcy. Książka i Wiedza, 1960.
- Czy partia Proletariat organizowała zamach na Cara Aleksandra III? Książka i Wiedza, 1963.
- Dzieje Wielkiego Proletariatu. Książka i Wiedza, 1966.
- Szermierze wielkiego jutra: rzecz o Proletariacie. Wydawnictwo „Nasza Księgarnia”, 1972 (wydanie pośmiertne).